# Perjefélék
A perjefélék vagy pázsitfűfélék (Poaceae) az egyszikűek (Liliopsida) osztályának perjevirágúak (Poales) rendjébe tartozó, rendkívül változatos család.
Az APG osztályozása szerint 668 nemzetség 10 035 faja tartozik ide, a pázsitfűvirágúak rendjének közel 55%-a. A pázsitfűfélék ökológiai szempontból is sikeresek, a füvekkel benőtt élőhelyek kiterjedése és jelentősége az erdőkéhez hasonló. Az olyan biomokban, mint a sztyepp, a szavanna, a préri vagy a pampa a növényállomány legnagyobb része pázsitfű; fogyasztásuk teljes táplálékláncokat tart fenn.
A füvek más növényi táplálékoknál nehezebben rághatók és emészthetők, de a fogyasztásukhoz alkalmazkodott növényevők fogazata, valamint a kérődzés lehetővé teszi a rájuk szakosodott, nagy testű növényevők tömeges elszaporodását – egyúttal legelő növényevőket fogyasztó ragadozók életben maradását is. Ugyancsak a pázsitfűfélék családjába tartoznak azok a gabonafélék (például a búza, árpa vagy a rizs), amelyek a neolitikus forradalomban lehetővé tették, hogy őseink a növénytermesztő, letelepült életmódra térjenek át; máig ezek a gabonafélék a legfontosabb táplálékaink. Többnyire egyévesek, de számos évelő faj is akad.
A füves élőhelyeken jóval kevesebb fajt találunk, mint a fák uralta erdei életközösségekben, de nagyobb az egyes fajok egyedszáma.

## Jellemzők

### Szár
A perjefélékre a belül rendszerint üreges, szárcsomókkal (nodus) tagolt szalmaszár, vagy ritkábban (például bambuszok) a fásodó nádszár jellemző. Ez a szerkezet átmérőjéhez képest teherbíró, de rugalmas, ami megkönnyíti a szélnek kitett élőhelyek benépesítését. A szalmaszár általában nem ágazik el, de egy-egy tőből több szár is eredhet. Jellemző még a föld felszínén vagy az alatt futó módosult szár, a tarack, amely kúszva és legyökeresedve vegetatív szaporodást tesz lehetővé. Ha az így létrejövő, az anyatővel a tarackokon keresztül kapcsolatban maradó új növényeket együtt egy egyednek tekintjük, az erdők faóriásaival összemérhető tömegű példányok létét sem zárhatjuk ki.

### Levél
A perjefélék szálas levelei a száron két sorban állnak. Levélnyelük általában nincs, kivéve a Bambusoideae alcsaládot (amely abban is egyedülálló, hogy csak az ebbe tartozó fajok képesek fává fejlődni). A levél lemeze a szárhoz az azt körülölelő levélhüvellyel kapcsolódik. Az egyes fajok meghatározásánál fontos bélyeg a levélhüvely meghosszabbításaként létrejött nyelvecske (ligula) és a levéllemez függeléke, a fülecske (auricula).

### Virágzat

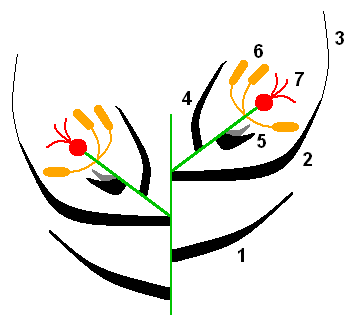
Egy füzérke felépítése:
1. pelyva
2. külső toklász
3. szálka
4. belső toklász
5. lepelserték
6. porzók
7. termő

A pázsitfűfélék virágai többnyire hímnősek. A virágzat általában összetett, vagyis a több virágból álló füzérkék (spicula) alkotnak füzér-, buga-, vagy füzéres buga (rövid kocsányú tömött buga) virágzatot. A pázsitfűvirágúak füzérvirágzatát kalásznak is nevezik. Az egyes virágok közepén a termő található, csúcsán a szélbeporzáshoz alkalmazkodott, hosszan kinyúló és gyakran fésűs bibével. A termő alatt erednek a porzók, számuk három (néha kétszer három), kettő, vagy egy. A porzók alatt található a lepel redukált maradványa, a lepelserte (lodicula). A lodicula feladata a toklász szétfeszítése, lehetővé téve, hogy az ivarlevelek kinyúlhassanak a virágból. A toklász két pikkelylevélből, a lodiculák alatt található belső toklászból (palea inferior) és az alatta eredő külső toklászból (palea exterior) áll – ez utóbbi gyakran visel szálkát (arista) – a külső toklász fellevélből, a belső lepellevélből fejlődött ki. A külső toklász gyakran szálkás. Az így felépülő, néhány virágból álló füzérkék alján egy, kettő, vagy néha négy további pelyvalevél (gluma) is található.

### Termés
A magház egyrekeszű egy magkezdeménnyel.A szemtermésben sok keményítőt tartalmazó endospermium van. Csonthéjas vagy bogyótermése csak a bambuszformáknak (Bambusoideae alcsalád) lehet. Az embriót az endospermiumtól egyetlen, pajzs alakú sziklevél (scutellum) választja el. Az embrió rügyecskéjét (plumula) rügyhüvely (coleoptile), gyököcskéjét (radicula) pedig gyökérhüvely (coleorrhiza) burkolja.

## Képek

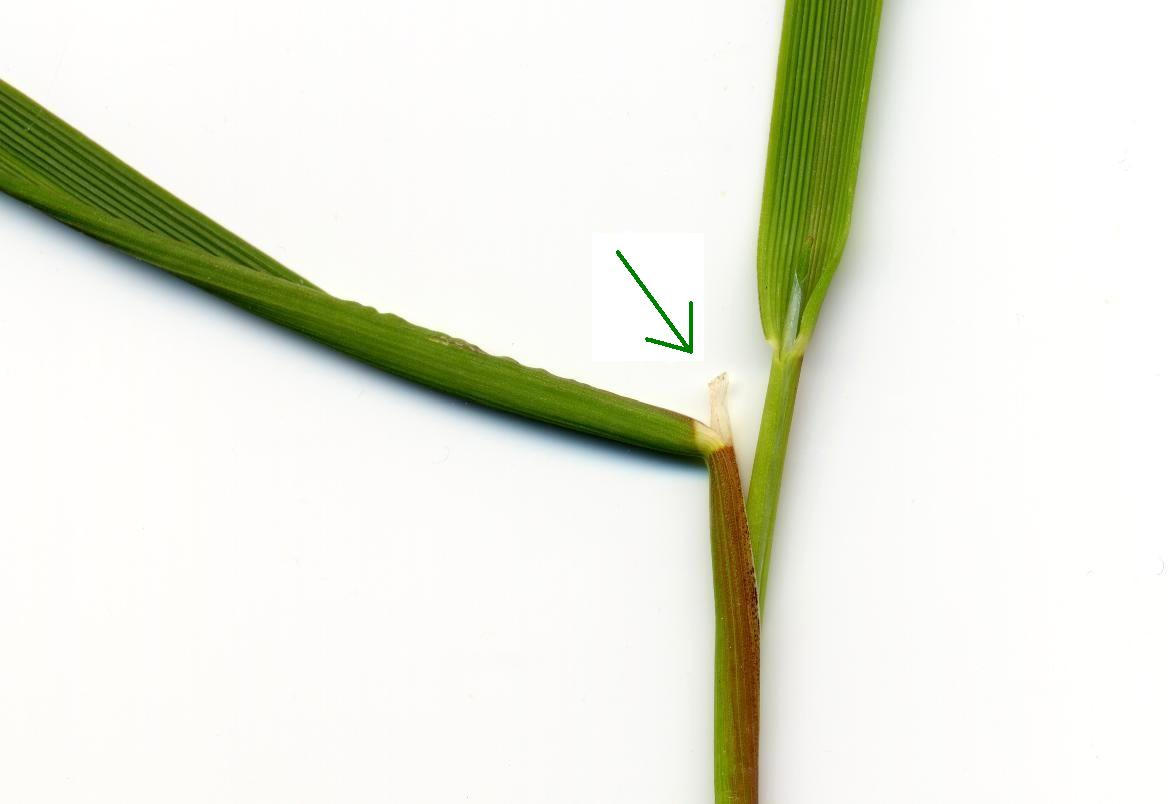
Nyelvecske (ligula)
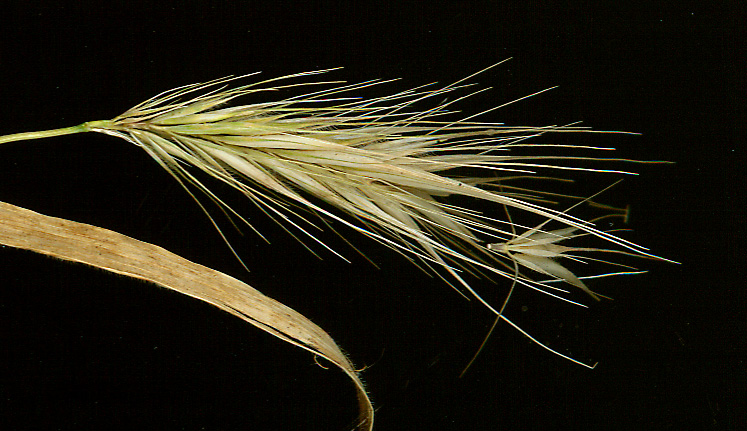
Egérárpa (Hordeum murinum) kalászvirágzata egy füzérkével
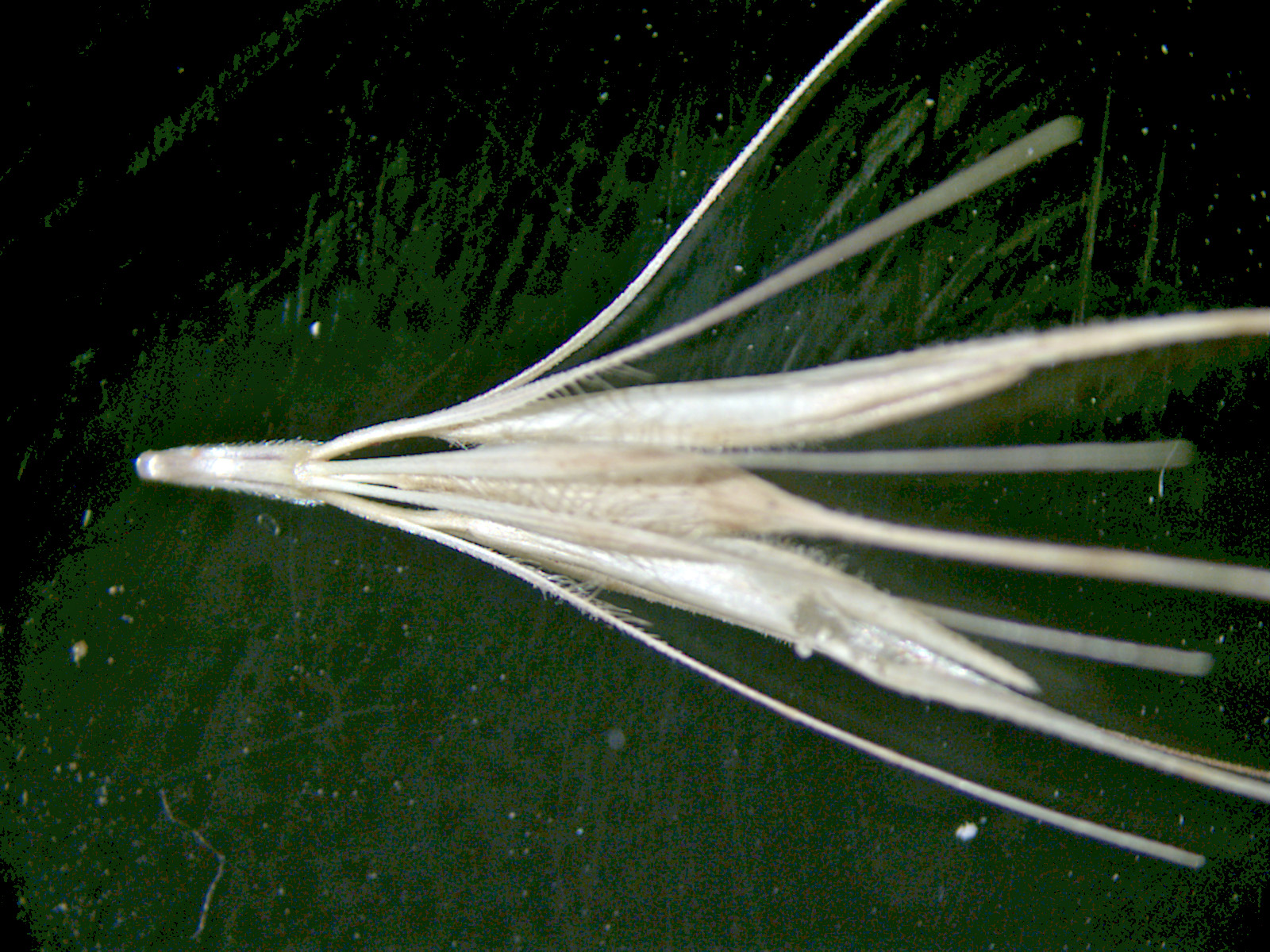
…és egy füzérke külön
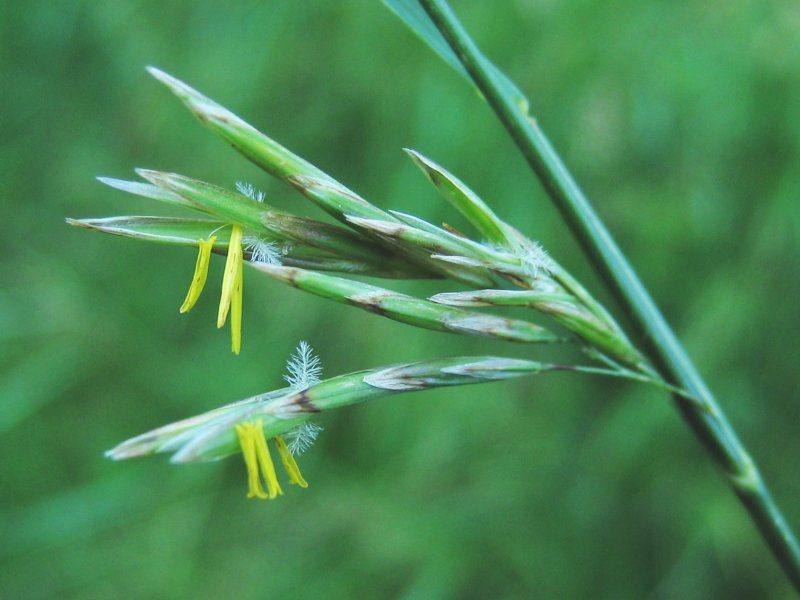
Árva rozsnok (Bromus inermis) toklászából kilógó porzók és a tollas bibe